# چرخ‌ریسک کاکل‌خاکستری
چرخ‌ریسک کاکل‌خاکستری (نام علمی: Lophophanes dichrous)، گونه‌ای از پرندگان از خانواده چرخ‌ریسکان است.
در کوهپایه‌های هیمالیا و جنوب مرکزی چین یافت می‌شود. زیستگاه طبیعی آن جنگل‌های معتدله و جنگل‌های کوهستانی نمناک نیمه‌گرمسیری یا گرمسیری است.